# Provincia di Ingavi
La provincia di Ingavi è una delle 20 province del dipartimento di La Paz nella Bolivia occidentale. Il capoluogo è la città di Viacha.
Al censimento del 2001 possedeva una popolazione di 95.906 abitanti.

## Geografia antropica

### Suddivisioni amministrative
La provincia è suddivisa in 7 comuni:
- Desaguadero
- Guaqui
- Jesús de Machaca
- San Andrés de Machaca
- Taraco
- Tiahuanacu
- Viacha